# Condado de Chase (Nebraska)
O Condado de Wayne é um dos 93 condados do estado norte-americano de Nebraska. A sede do condado é Imperial, que é também a sua maior cidade. O condado tem uma área de 2326 km² (dos quais 8 km² estão cobertos por água), uma população de 4068 habitantes, e uma densidade populacional de 1,75 hab/km² (segundo o censo nacional de 2000). O condado foi fundado em 1873 e o seu nome é uma homenagem a Champion S. Chase, que foi mayor de Omaha e o primeiro procurador-geral do estado do Nebraska.